# Piz Mez
Der Piz Mez ⓘ (rätoromanisch im Idiom Surmiran für „Mittelspitze“ aus dem lateinischen medius) ist ein Berg südlich des Skigebiets Savognin im Kanton Graubünden in der Schweiz mit einer Höhe von 2718,1 m ü. M. Dank der Nähe zum Skigebiet und dank dem langen und breiten Nordhang mit regelmässiger Neigung ist er ein beliebter Skiberg. Oft wird er fälschlicherweise auch als Murter bezeichnet. Murter (rätoromanisch im Idiom Surmiran für „Alpweide“, vom lateinischen mortarium „Mörser, hochgelegene Alpweide, besonders Schafweide“) ist jedoch der Grat, der die Val Curtegns von der Val Schmorras trennt, und dessen nördlicher Eckpunkt der Piz Mez ist.

## Lage und Umgebung
Der Piz Mez gehört zur Piz Grisch-Gruppe, einer Untergruppe der Oberhalbsteiner Alpen. Er liegt vollständig auf Gemeindegebiet von Surses.
Zu den Nachbargipfeln gehören der Piz Arlos, der Piz Arblatsch, der Piz Forbesch, der Piz Cagniel, der Murter, der Piz Alv, der Piz Settember, der Sur Carungas, der Piz Cartas und der Piz Martegnas.
Der am weitesten entfernte sichtbare Gipfel vom Piz Mez ist der 85,7 km weit entfernte Galenstock (3586 m, Urner Alpen), der sich nördlich vom Furkapass auf der Grenze der Kantone Uri und Wallis befindet.
Nördlich des Piz Mez befindet sich das Skigebiet von Savognin.
Talorte sind Riom, Parsonz und Savognin. Häufiger Ausgangspunkt ist Radons.

## Routen zum Gipfel

### Sommerrouten

#### Über Alp Curtegns
- Ausgangspunkt: Radons (1866 m)
- Schwierigkeit: EB
- Zeitaufwand: 2½ Stunden

#### Über Alp Nova
- Ausgangspunkt: Radons (1866 m)
- Schwierigkeit: EB
- Zeitaufwand: 2½ Stunden

### Winter
- Ausgangspunkt: Radons (1866 m)
- Via: Alp Curtegns, P.2106, Nordostkamm oder Ostflanke
- Expositionen: NE
- Schwierigkeit: L
- Zeitaufwand: 2½ Stunden
- Abfahrt entlang der Aufstiegsspur oder vom Gipfel über den Nordhang in die Mulde Nurclanga

## Galerie

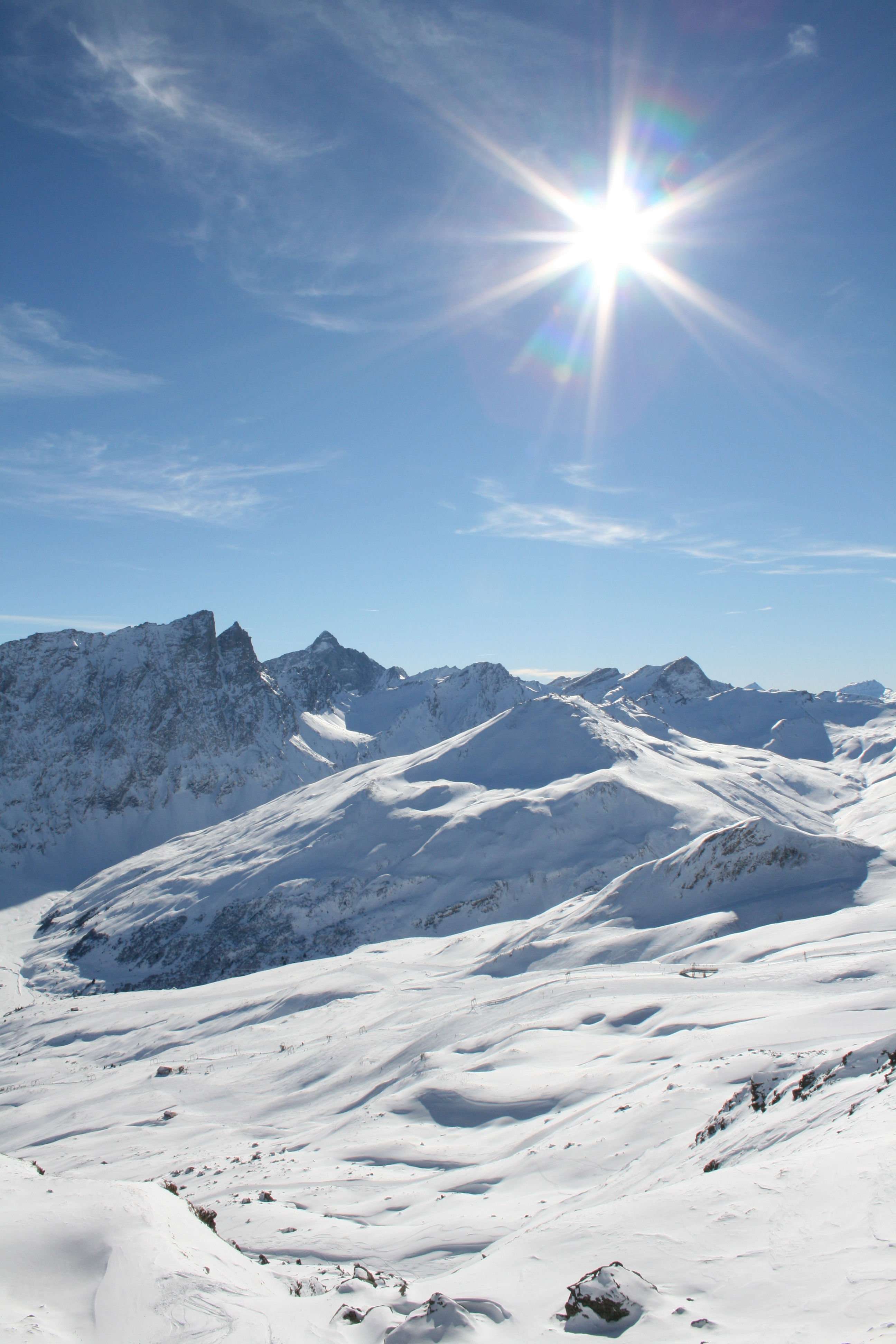
Piz Mez, aufgenommen von Piz Martegnas
Der Piz Mez auf einer Flugaufnahme von Werner Friedli (1949)
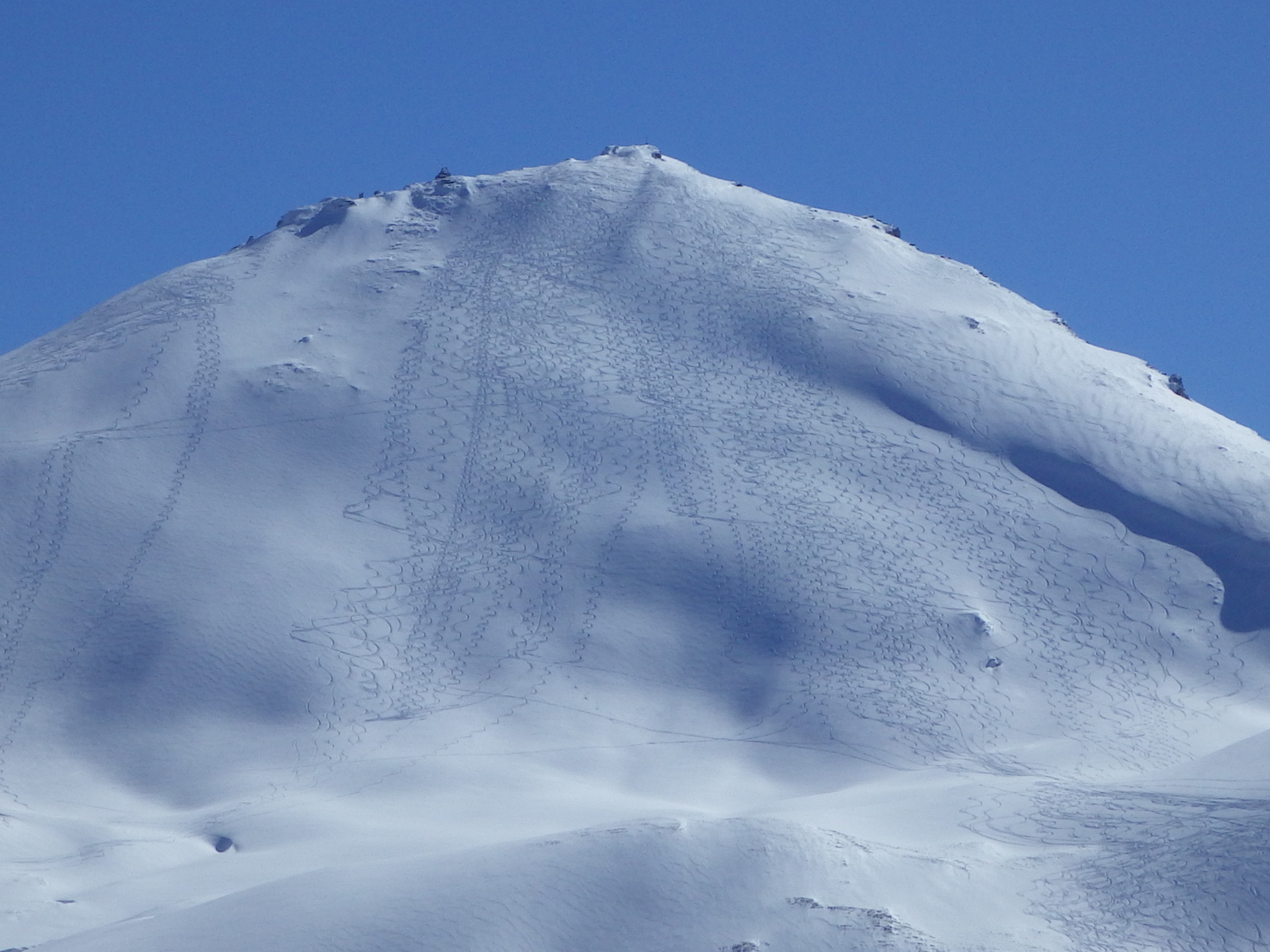
Völlig verspurter Nordhang des Piz Mez
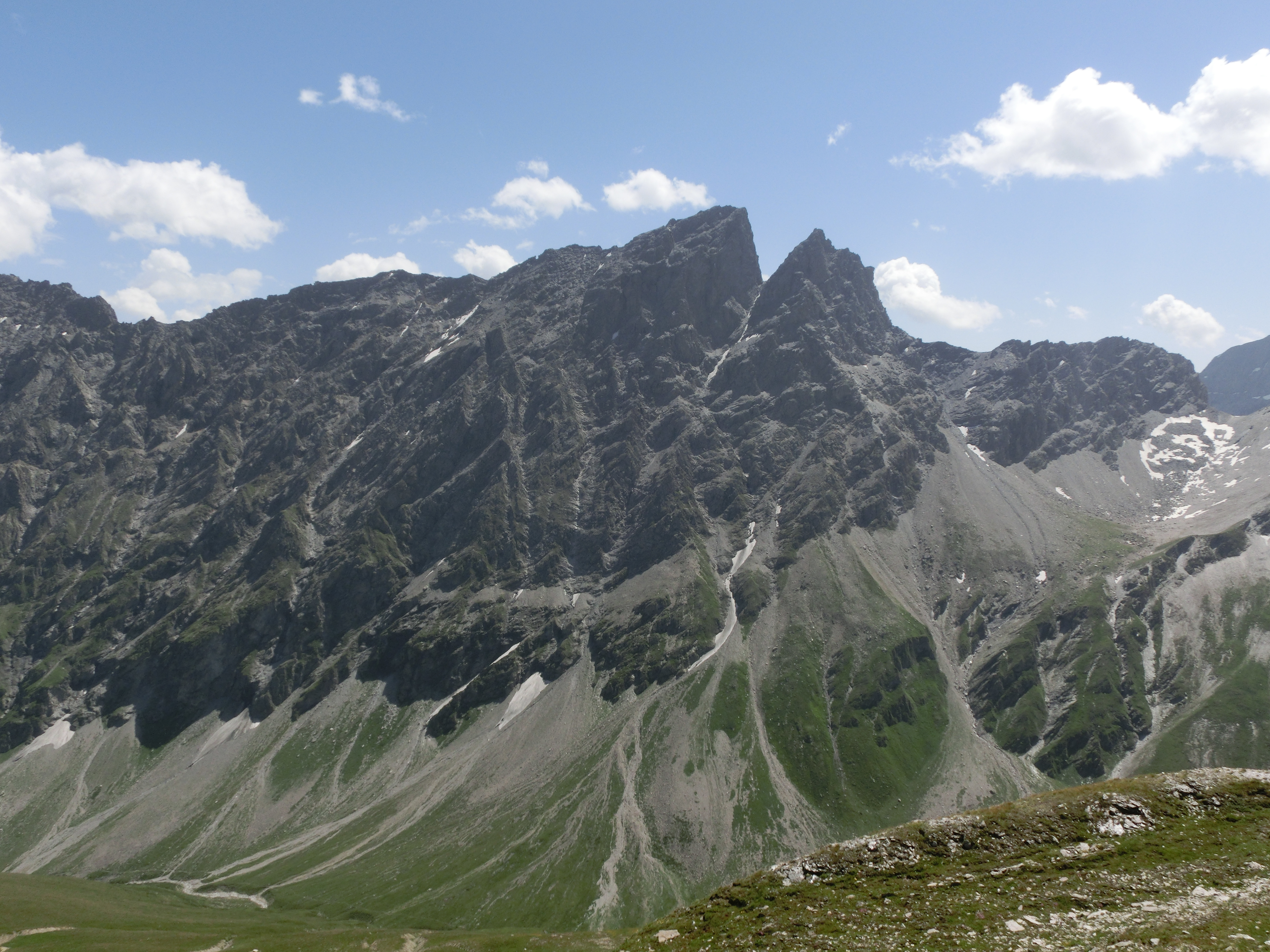
Sicht auf Piz Forbesch
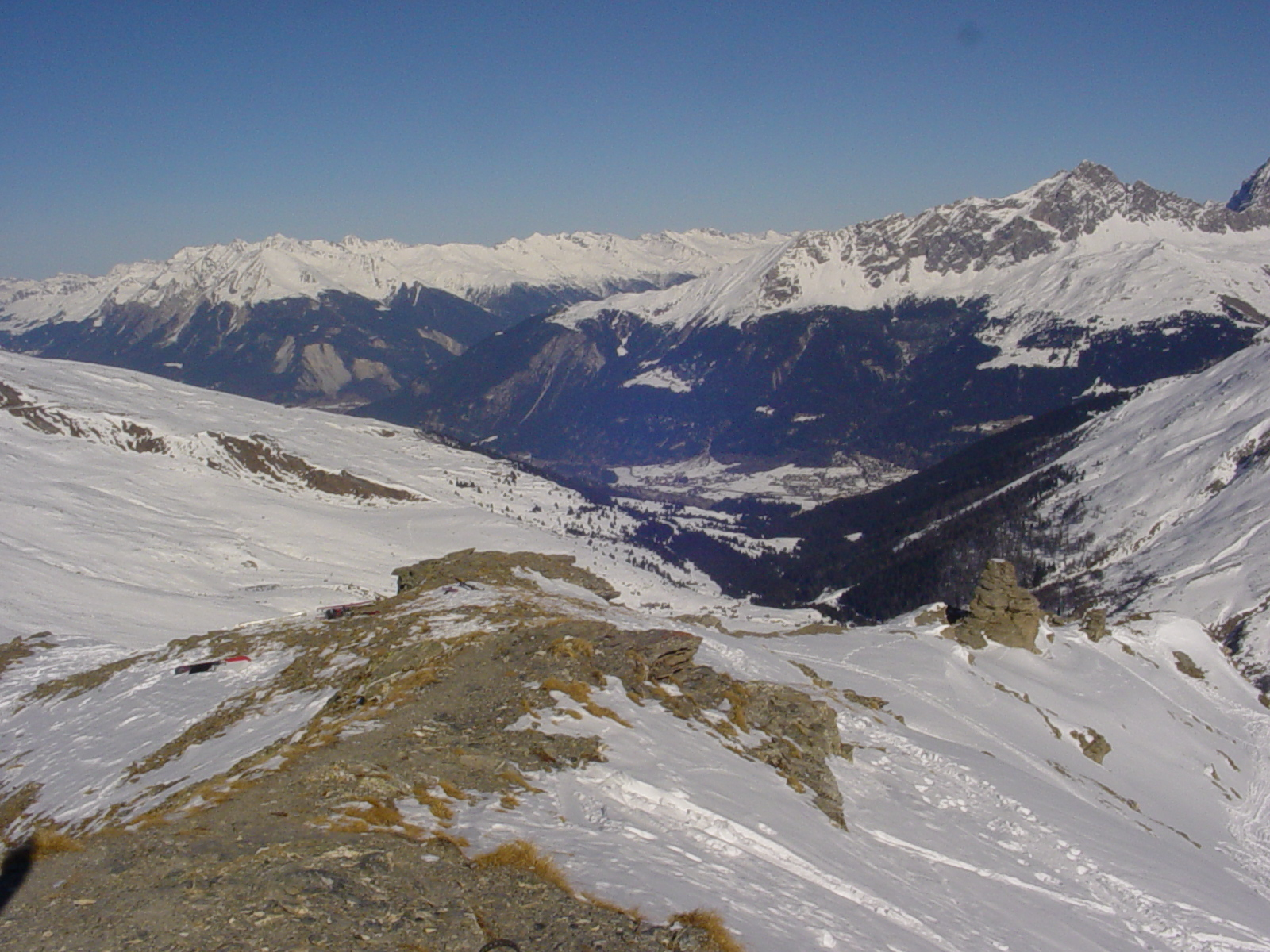
Sicht auf Savognin, Cunter, Piz Mitgel und Lenzer Horn
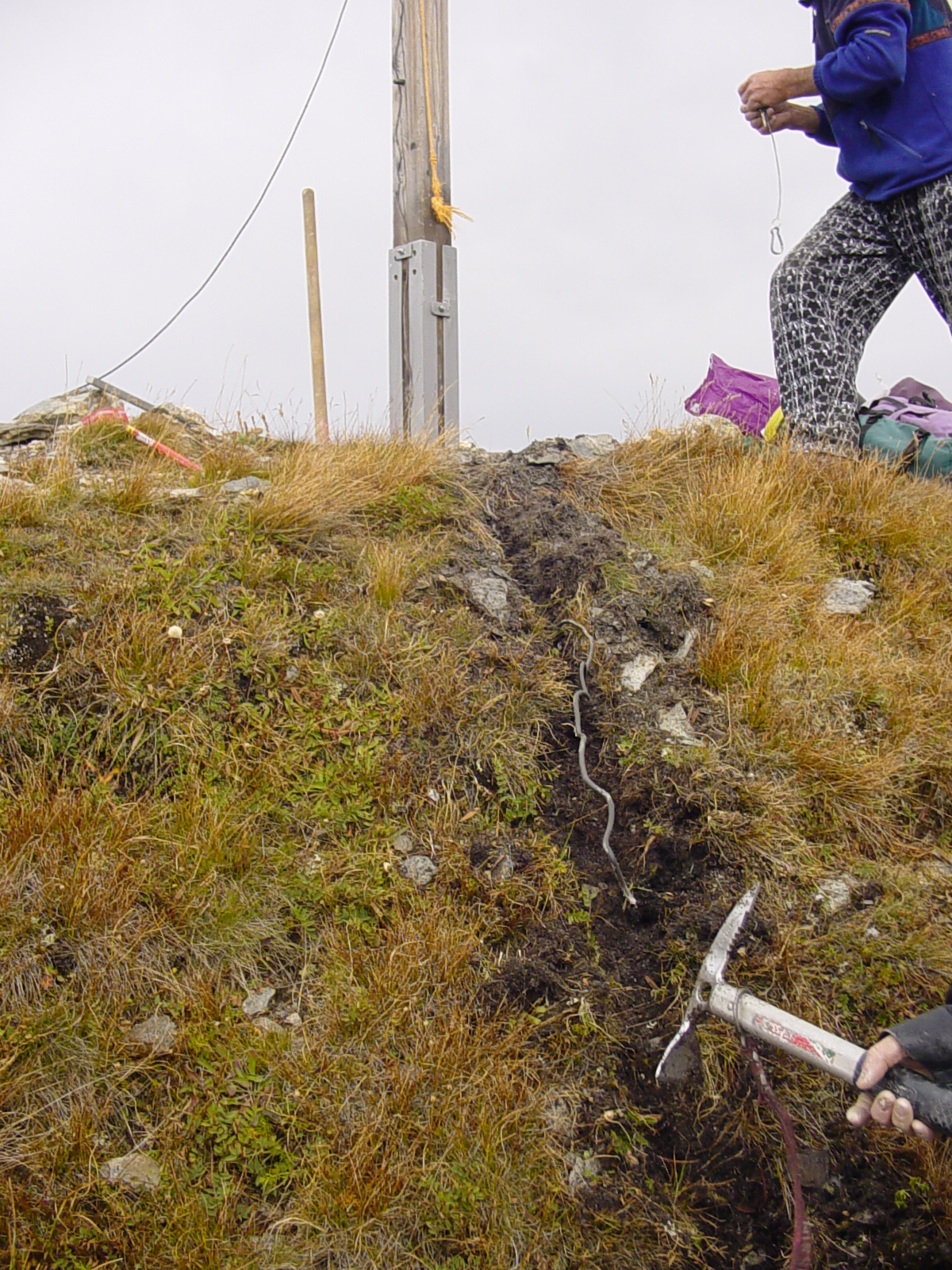
Installation des Gipfelkreuzes